# Chulijot
Chulijot (česky: Popravčí čety) je hebrejský název pro oddíly příslušníků Židovské brigády, které v létě roku 1945 operovaly na území západní Evropy. Příslušníci těchto oddílů získávali informace o úkrytech bývalých příslušníků SS a Wehrmachtu, kteří se podíleli na masakrech židovského obyvatelstva na Německem okupovaných územích, vyhledávali je a fyzicky likvidovali.

## Vznik chulijot
Chulijot vznikly v létě 1945 mezi příslušníky Židovské brigády jako spontánní odezva na systematickou likvidaci Židů nacistickým Německem a touhu pomstít se. Jako první s myšlenkou na vyhledávání válečných zločinců přišel seržant Jisra'el Karmi, když byl svědkem aktů msty za holokaust na německém civilním obyvatelstvu. Dospěl k názoru, že má-li být akce (pomsta) účinná, musí být ukázněná, disciplinovaná, musí nést poselství morální síly a tudíž nemůže být vedená proti civilistům, tím méně proti ženám.

## Získávání informací
Informace o skrývajících se zločincích získával Karmi ze dvou zdrojů:
- Zpravodajské služby - v 301. výzvědné jednotce americké zpravodajské služby bylo velké množství amerických Židů, kteří neváhali s poskytováním informací získaných americkými zpravodajci. Navíc poskytli i praktické rady, jak vyhledávat bývalé nacisty a příslušníky SS mezi uprchlíky.
- Místní obyvatelstvo - Karmi se svými spolupracovníky získal důležitý zdroj v manželském páru v Rakousku. U nich našli zlato a šperky zabavené Židům. Po pohrůžce smrtí muž nabídl, že sepíše jmenný seznam všech nacistických důstojníků nebo příslušníků SS, které zná.[3]

## Akce
Základnou příslušníků Chulijot se stal opuštěný statek v Camperosso. Odtud vyjížděli do akcí. Jako převleku používali uniformy britské vojenské policie a uniformy britských důstojníků vyšších šarží. Obvykle přijeli do zajateckého nebo uprchlického tábora, podezřelého si vzali k výslechu, odvezli a popravili. K likvidaci byli používány revolvery, či škrtící smyčka.
Akce prováděly čtyři na sobě nezávislé týmy. Nebyla vedena žádná evidence popravených (to pro případ, že by došlo k prozrazení a postavení příslušníků čet před soud). Počet popravených je samotnými příslušníky Chulijot odhadován na 200 až 300 osob.

## Kontroverze
K prvním neshodám mezi příslušníky Chulijot došlo po příjezdu velitele židovské partyzánské jednotky Aby Kovnera, který požádal Židovskou brigádu o pomoc s akcí, při níž by byly otráveny městské vodní zdroje ve velkých německých městech. Karmi, jako velitel Chulijot spolupráci odmítl, kvůli čemuž byl dalším členem obviněn ze zbabělosti. Krátce na to musel být navíc zlikvidován spolupracující manželský pár z Rakouska, který měl být vyslýchán britskou vojenskou policií a hrozilo, že vše prozradí.
U některých příslušníků Chulijot se navíc začínali objevovat pochybnosti o správnosti počínání.

## Poslední akce
Při poslední akci jeli popravit příslušníka SS skrývajícího se v kostele v polském městečku. Akci nedokončili, místo toho přivezli zpět židovské dítě, které umístili do tranzitního tábora v Pontebbe. Od tohoto okamžiku přestali popravovat a začali se věnovat záchraně židovských uprchlíků.

## Známí příslušníci chulijot
- Jisra'el Karmi
- Johanan Peltz
- Me'ir Zorea
- Avram Silberstein
- Chajim Laskov
- Marcel Tobias
- Oly Givon